# Des roses pour Bettina

Des roses pour Bettina (en allemand : Rosen für Bettina) est un film dramatique ouest-allemand de 1956 réalisé par Georg Wilhelm Pabst. Il s'agit de son avant-dernier film.

## Synopsis
Le chorégraphe Kostja Tomkoff écrit un ballet pour la célèbre danseuse Bettina Sanden, et dont il est amoureux. Quand elle se révèle frappée par la polio, elle est remplacée par Irene Gerwig. Bettina se demande si elle sera un jour capable de se remettre à danser et de trouver l'amour.

## Distribution
- Willy Birgel : Professeur Förster
- Elisabeth Müller : Bettina Sanden
- Ivan Desny : Kostya Tomkoff, le chorégraphe
- Eva Kerbler : Irene Gerwig
- Leonard Steckel : le directeur d'opéra
- Carl Wery : Dr. Brinkmann
- Hermann Speelmans (en) : Kalborn
- Erich Ponto : Schimanski, le portier
- Ellen Frank